# Gary Dillon
Gary Kevin Dillon (* 28. Februar 1959 in Toronto, Ontario) ist ein ehemaliger kanadischer Eishockeyspieler, der im Verlauf seiner aktiven Karriere zwischen 1975 und 1982 unter anderem 13 Spiele für die Colorado Rockies in der National Hockey League (NHL) auf der Position des Centers bestritten hat. Den Großteil seiner kurzen Karriere verbrachte Dillon aber in der Central Hockey League (CHL). Sein älterer Bruder Wayne Dillon war ebenfalls professioneller Eishockeyspieler und absolvierte insgesamt 462 Partien für vier verschiedene Franchises in der NHL und World Hockey Association (WHA).

## Karriere
Dillon spielte von 1973 bis 1975 bei den Markham Royals in der Metro Junior B Hockey League (MetJBHL), während sein talentierterer Bruder Wayne bereits im August 1973 einen Profivertrag bei den Toronto Toros aus der World Hockey Association (WHA) unterschrieben hatte. Im Sommer 1975 wechselte Gary Dillon in die höherklassige Ontario Major Junior Hockey League (OMJHL), für die bereits sein Bruder gespielt hatte, der kurz zuvor im NHL Amateur Draft 1975 in der ersten Runde ausgewählt worden war. Dillon verbrachte schließlich vier Spielzeiten in der OMJHL und sammelte dort in 271 Spieleinsätzen insgesamt 394 Scorerpunkte. Daraufhin wurde der 20-Jährige im NHL Entry Draft 1979 in der fünften Runde an 85. Position von den Colorado Rockies aus der National Hockey League (NHL) ausgewählt.
Zum Einstieg in seine Profilaufbahn stand der Stürmer bei Colorados Farmteam, den Fort Worth Texans, in der Central Hockey League (CHL) auf dem Eis. In seiner Rookiesaison sammelte er 73 Punkte in 92 Einsätzen und erreichte mit den Texans die Finalserie um den Adams Cup. Dort unterlag die Mannschaft jedoch den Salt Lake Golden Eagles. Dennoch empfahl sich Dillon für die Spielzeit 1980/81 für Einsätze in der NHL, wo er 13-mal für die Colorado Rockies auflief. Den Großteil der Saison verbrachte er aber weiterhin bei Fort Worth in der CHL. Nachdem er im Oktober 1981 als Free Agent einen Vertrag bei den Nordiques de Québec unterzeichnet hatte, stand er die komplette Saison 1981/82 bei deren Kooperationspartner Fredericton Express in der American Hockey League (AHL) im Kader. Diese hatten vor Saisonbeginn auch seinen älteren Bruder verpflichtet. Beide beendeten daraufhin nach ihrer einzigen gemeinsamen Saison im Sommer 1982 ihre Laufbahn als Aktive.

## Erfolge und Auszeichnungen
- 1979 OMJHL First All-Star Team

## Karrierestatistik
(Legende zur Spielerstatistik: Sp oder GP = absolvierte Spiele; T oder G = erzielte Tore; V oder A = erzielte Assists; Pkt oder Pts = erzielte Scorerpunkte; SM oder PIM = erhaltene Strafminuten; +/− = Plus/Minus-Bilanz; PP = erzielte Überzahltore; SH = erzielte Unterzahltore; GW = erzielte Siegtore; 1 Play-downs/Relegation; Kursiv: Statistik nicht vollständig)